# BURNING MIND
NPO法人 BURNING MIND（バーニングマインド）は、ディベートを通してコミュニケーション能力などを始めとしたスキルを高めることを目的とした団体である。

## 概要
金融業界やIT関連業種などの世界に身をおく30〜40歳代のビジネスパーソンが集まり構成された団体。
BURNING MINDの理事長は出口汪が務めている。
同団体が提唱している「ネオ・ディベート」の考えに基づいて活動している。
ネオ・ディベートの考え方に基づき、ビジネスで実践できる論理的思考力・コミュニケーションスキルを啓蒙・普及するNPO法人。近年は、社会人向けディベート・コミュニケーションセミナー、企業向けディベート研修などを活動の中心としている。

## 略歴
- 1989年に『ザ・ディベート』の影響を受けて明治大学法学部在学中の太田達樹（現在、同団体の理事）を始めとした8人がBURNING MINDの原型となるディベートサークルを創設する[4][5]。
- 1994年に本田益雄や井上晋などを始めとしたメンバーを加え、ディベートサークル「Big Mouth」として発足[5]。
- 2011年に、東京都に対して登記申請を行い、同年1月14日にNPO法人を設立した[1]。
- 2014年にはニコニコ超会議3のDAY 1のイベント「言論コロシアム」にて、ディベートのプロ軍団として「ニコニコ論客チーム」との討論を行っている[6][7]。

## 活動指針
- 営利を目的としない。
- 教育活動を主目的とし、宗教活動や政治活動に従事しない。
- 社員（正会員など総会で議決権を有する者）の資格について、不当な条件をつけず、広く門戸を開放する。

## 主な活動
- 社会人を対象としたコミュニケーション・セミナー
- 企業を対象としたコミュニケーション研修、ディベート研修
- 大学生を対象としたディベート・トレーニング
- ディベート関連書籍の執筆および出版